# Róbert Berény

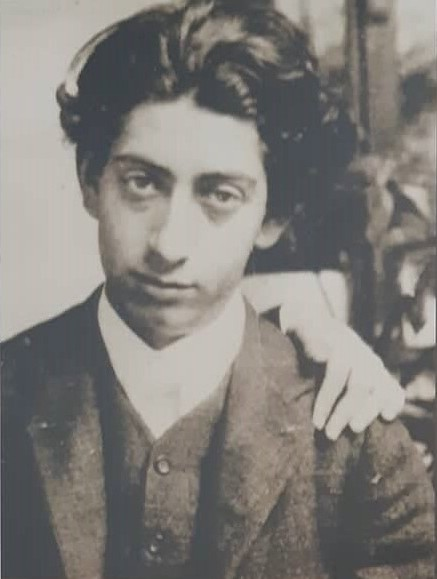
Róbert Berény

Róbert Berény (* 18. März 1887 in Budapest, Österreich-Ungarn; † 10. September 1953 in Budapest) war ein ungarischer Maler.

## Leben

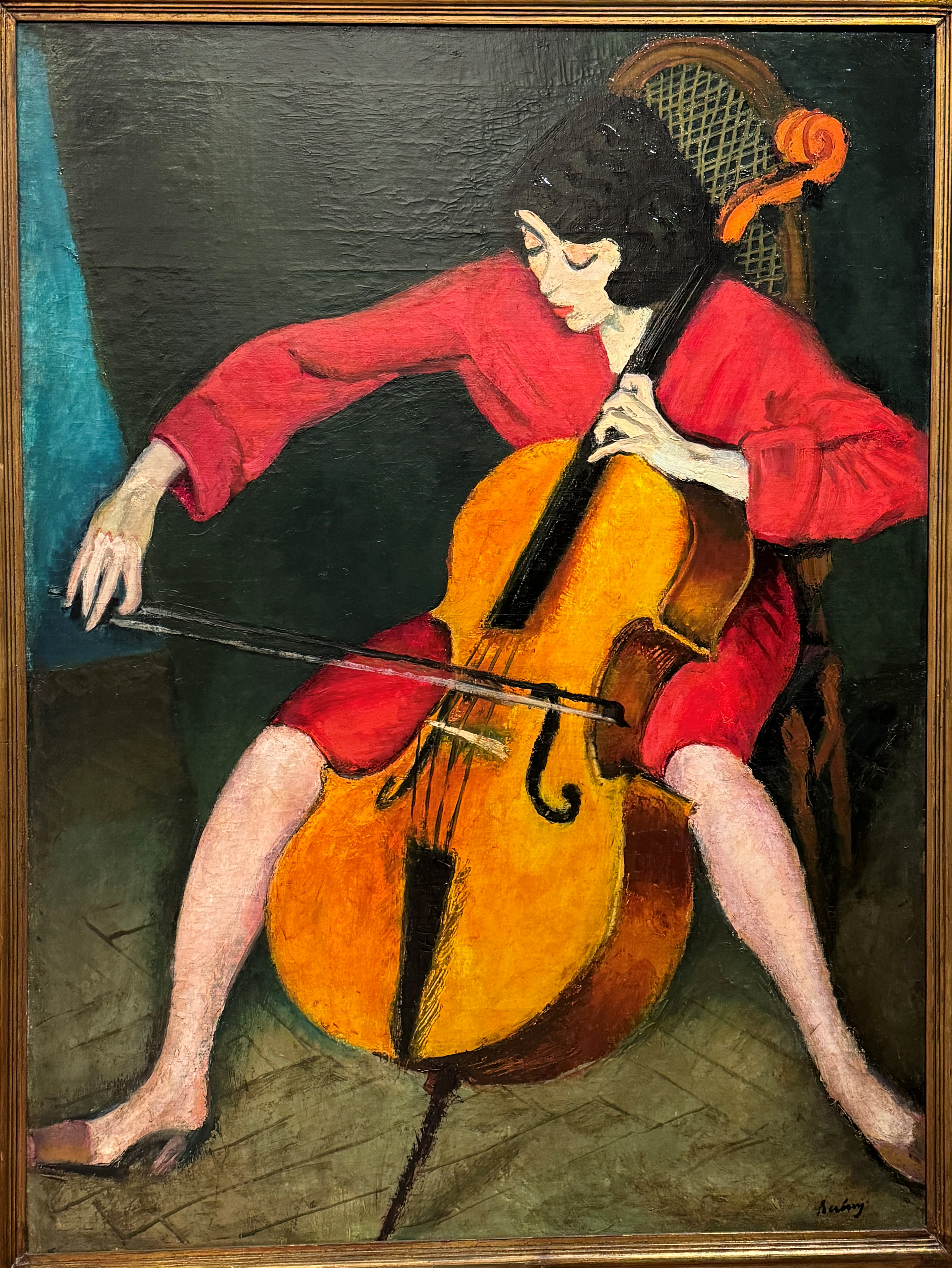
Cellist (1928)

Róbert Berény war zunächst Autodidakt und malte bereits 1902 im Stile von Munkácsy. Er studierte von 1905 bis 1907 in Paris an der Académie Julian bei Jean-Paul Laurens. Er besuchte den Salon von Gertrude Stein und stand unter dem künstlerischen Eindruck von  Henri Matisse und  Paul Cezanne. Im Jahr 1906 stellte er beim Salon d’Automne und im Frühjahr 1907 und 1908 im Saal der Fauves des Salon des Indépendants aus und weckte das Interesse des Kritikers Louis Vauxcelles. Er unternahm eine Studienreise durch Italien, bei der ihn Bertalan Pór begleitete. Auch 1908 war er wieder in Frankreich und 1911 wieder in Italien. Von den Fauvisten beeinflusst, wurde unter seiner Mitwirkung 1907 von Dezső Czigány, Béla Czóbel, Károly Kernstok, Ödön Márffy, Dezső Orbán, Bertalan Pór und Lajos Tihanyi die Künstlergruppe Nyolcak (Die Acht) gegründet; in der Gruppe war er neben Tihanyi der radikalste Neuerer. 1907 malte er das Selbstbildnis mit Zylinder, 1913 schuf er mit dem Porträt Béla Bartóks das Hauptwerk seiner expressionistischen Periode.

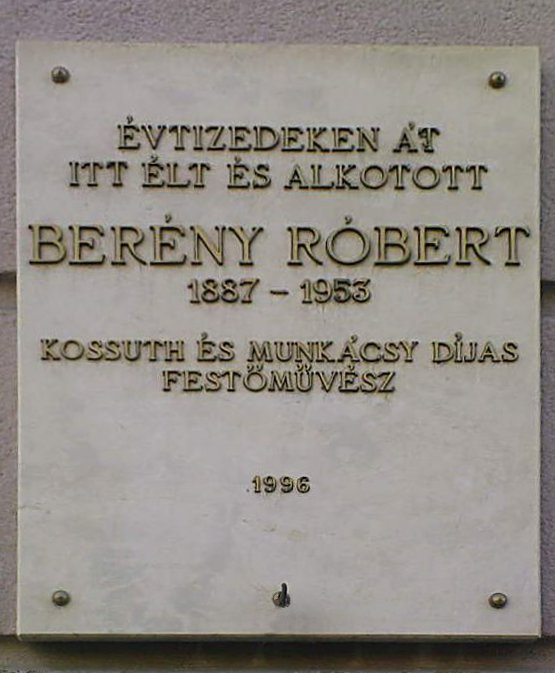
Gedenktafel in Városmajor

Berény war musikinteressiert, engagierte sich in der Budapester Vereinigung für neue Musik (UMZE) und schrieb Musikkritiken. In seinem Atelier in Városmajor trafen sich der Chefredakteur des Nyugat Ignotus, der Arzt Sándor Radó und diskutierten mit Sándor Ferenczi die Erkenntnisse der Psychoanalyse. Er wurde im Ersten Weltkrieg von 1914 bis 1918 als Soldat eingezogen; mit diesem Einschnitt war seine Zeit als Maler unterbrochen und die künstlerisch produktivste und radikalste Zeit vorbei. Nach Kriegsende war László Moholy-Nagy ein Schüler in seiner Malschule. Er unterstützte die republikanische Asternrevolution und die Ungarische Räterepublik, in der er Fachreferent des Direktoriums für Kunst und Musikwesen wurde. Er schuf eines der bekannten Plakate der Räterepublik Zu den Waffen! Zu den Waffen!. Er musste nach ihrer Niederschlagung und dem einsetzenden Weißen Terror nach Wien fliehen.
Berény hielt sich in einer großen Gruppe ungarischer Emigranten in Berlin auf, hatte aber eine Schaffenskrise als Maler. Er illustrierte für das Berliner Tageblatt, entwarf Szenenbilder für den Film und spielte in einem Orchester. Sein Streichquartett wurde 1922 bei einem Musikabend der Novembergruppe uraufgeführt. Außerdem meldete er Patente für Filmprojektoren an. Ihm wurden in Berlin eine Affäre mit Marlene Dietrich und der Zarentochter Anastasia nachgesagt.
1926 ging Berény zurück nach Budapest und konzentrierte sich auf Werbegrafik und Plakate, so für Seife und für Zigaretten, begann aber auch wieder zu malen. Er richtete sich 1937 ein Atelier und eine Malschule in Zebegény ein, deren Inventar 1945 durch Kriegseinwirkungen zerstört wurde. 1948 wurde er zum Professor an die Ungarische Akademie der Bildenden Künste berufen. Berény erhielt 1951 den Kossuth-Preis und 1952 den Munkácsy-díj.

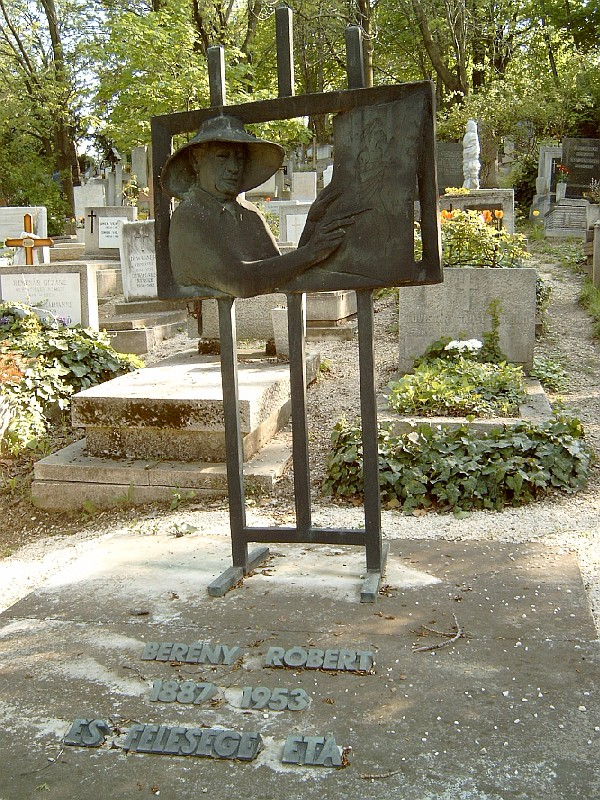
Grab auf dem Farkasréti temető

## Ausstellungen
- Gergely Barki, Evelyn Benesch, Zoltán Rockenbauer (Hrsg.): Die Acht. A Nyolcak. Ungarns Highway in die Moderne. Deutscher Kunstverlag, Wien 2012, ISBN 978-3-422-07157-5[8]

## Schlafende Frau mit Schwarzer Vase
Das Bild Schlafende Frau mit Schwarzer Vase entstand zwischen 1926 und 1928. Zum letzten Mal wurde 1928 der Verbleib des Kunstwerks dokumentiert, als es in einer Sammelausstellung im Ernst Museum in Budapest zu sehen war. Mitte der 1990er Jahre ersteigerte der Kunstsammler Michael Hempstead bei einer Wohltätigkeitsauktion für 40 Dollar das seit Jahrzehnten verschollene Gemälde Schlafende Frau mit Schwarzer Vase und verkaufte es für 400 Dollar weiter an ein Antiquitätengeschäft in Pasadena. Dort erwarb es eine Filmausstatterin für Sony Pictures, woraufhin es in einigen Seifenopern zu sehen war und im Film Stuart Little (1999). Die Filmausstatterin kaufte ihrem Arbeitgeber das Bild ab, um es in ihre eigene Wohnung zu hängen. 2009 erkannte der ungarische Kunsthistoriker Gergely Barki das Gemälde beim Anschauen des Kinderfilmes, kam nach zwei Jahren mit der aktuellen Besitzerin in Kontakt, reiste in die USA und bestätigte die Echtheit. Die Ausstatterin verkaufte es an einen Kunstsammler, der es 2014 bei Virág Judit Galéria in Budapest versteigern ließ; den Zuschlag erhielt bei 285.700 Dollar ein anonymer ungarischer Sammler.